# Fotisma
Fotisma je druh synestezie, při kterém je reálný akustický vjem doprovázen vnitřním optickým vjemem. Opačný druh je fonisma, při kterém je reálný optický vjem doprovázen vnitřním akustickým vjem. Všechny typy spojení akustických a optických kvalit se nazývají synopsie.
Fotismata jsou nejčastější formou synestezií. Objevují se asi u 12 % lidí (fonismata asi u 4 %). Častou formou fotismat je „barevné slyšení“ (chromatická synopsie) - při poslechu vystupují intenzivní pestré barvy. Podle G. Anschütze lze rozdělit synopsie na analytické (spojení jednotlivých tónů a barev, u některých osob vznikají celé systémy fotismat), syntetické či komplexní (spojení hudebních celků s klidnými nebo dynamickými obrazy) a analyticko-syntetické (barvy jsou přiřazovány tóninám). Ve spojování tónů a barev se vyskytují u některých osob nezávislé shody (např. spojování tónu f' či zvuku trubky s červenou barvou), většinou se však synopsie u různých lidí (i podstatně) liší.